# پارک مین جونگ
پارک مین جونگ (متولد ۲۲ اکتبر ۲۰۰۱) تنیسور رده جوانان اهل کره جنوبی است.
بهترین رتبهٔ پارک در ای تی پی ۱۳۴۸ بود و در ۱۷ سپتامبر ۲۰۱۸ بدست آمد.
بهترین رتبهٔ پارک در ردهٔ جوانان ۹۳ بوده که در ۳۱ دسامبر ۲۰۱۸ بدست آمد.
پارک به عنوان نماینده کره جنوبی در جام دیویس سابقهٔ حضور دارد، که در همان بازی اول باخت و حذف شد. او اولین بازی حرفه‌اش را در سن ۱۶ سال و ۱۰۴ روزگی مقابل تیم پاکستان انجام داده‌است.